# Controversia sobre la etnia de los antiguos egipcios

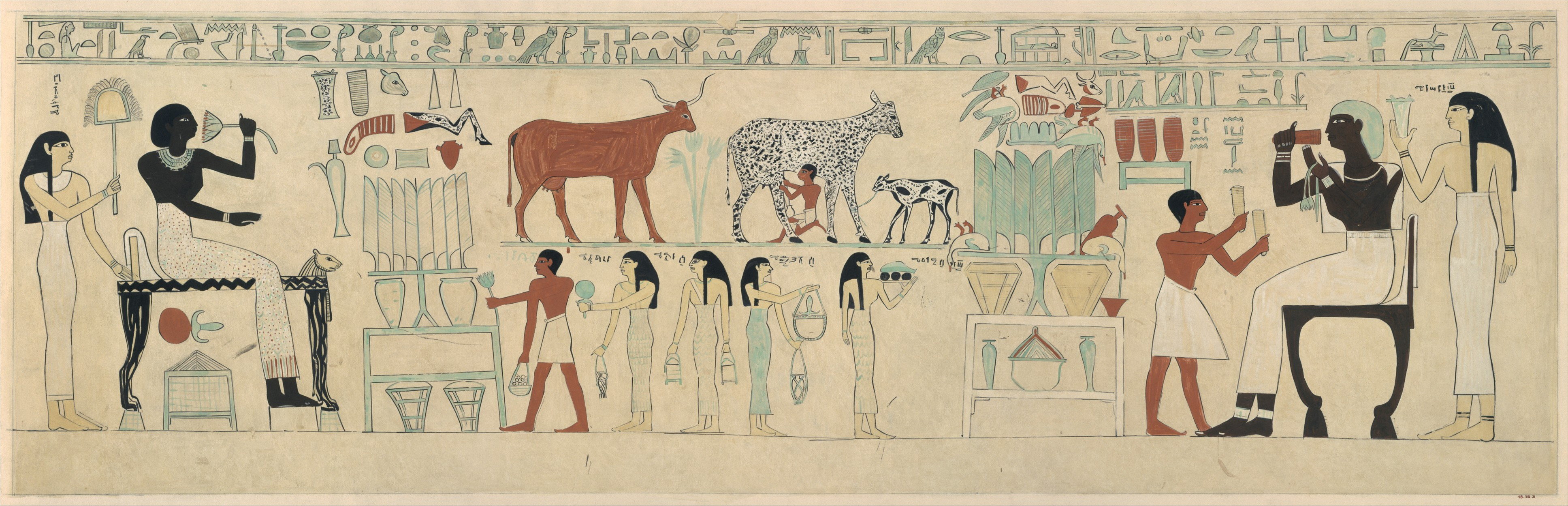
Facsímil de la pintura en la parte posterior del sarcófago de Ashayet.

La cuestión sobre la raza de los antiguos egipcios surgió ya en los siglos XVIII y XIX como producto de los primeros conceptos de raza y está relacionada con los modelos de la jerarquía racial basada en la craniometría, la antropometría y la genética. Ha habido muchas teorías distintas sobre la raza de los antiguos egipcios y las raíces de su cultura. Los antiguos egipcios han sido considerados por los investigadores sobre todo dentro de las categorías raciales de los caucasoides y de los negroides. Algunos investigadores también han argumentado que la cultura del antiguo Egipto estaba influenciada por otros pueblos afroasiáticos del África nororiental, del Magreb y de Oriente Próximo, mientras que otros ponen el acento en las influencias de pueblos nubianos y otros creen que recibieron la influencia sobre todo de los pueblos europeos.

## Historia
A principios del XIX ya comienzan las primeras desavenencias sobre la raza de los remtu kémit (antiguos egipcios). En un artículo publicado en la revista The New-England Magazine en octubre de 1833 ya aparece esta disputa. Los autores del artículo reclaman que "Herodot confirma que los egipcios eran negroides". Además también se refieren a las pinturas de las tumbas en las que hay hombres pintados de rojo y mujeres pintadas de amarillo pero cuya fisonomía es similar a la de los negroides.
Ya en el XVIII Constantin François de Chassebœuf, conde de Volney había escrito que "los coptos eran los representantes actuales de los antiguos egipcios" y que debido a su piel ahumada e ictericia, éstos no podían tener orígenes griegos, negros ni árabes, pero que sus ojos hinchados, narices aplastadas y sus labios gruesos mostraban que sus origen eran negroides.
En 1839, Jean-François Champollion comenzó su obra Egypte Ancienne. En ésta afirma que los antiguos egipcios y los nubianos estaban representantes de la misma manera en las pinturas y los relieves de las tumbas, aunque posteriormente sugirió que no hay semejanzas entre los egipcios y los nubianos. Él afirma que los coptos eran el resultado de todas las naciones que habían dominado sucesivamente a Egipto y que no había que buscar en ellos la raza de los antiguos egipcios. En el mismo año Jacques-Joseph Champollion dio noticia de la controversia entre Champollion y el conde de Volney. Éste afirmó que los antiguos egipcios daban la falsa impresión de un Egipto negro y consideró que las tesis de Constantin François eran forzadas e inadmisibles.i
En el XIX existió una intensificación del debate sobre la raza de los antiguos egipcios, ya que abolicionistas estadounidenses argumentaron que la esclavitud se argumentaba en parte por las afirmaciones de la inferioridad histórica, mental y física de los negros. Por ejemplo, en 1851, John Campbell cuestionó las evidendias de un Egipto negro afirmando que "(...) Egipto progresó porque eran caucásicos". En la época de la guerra civil americana, este debate fue más intenso. En 1854 Josiah Clark Nott y George Gidden afirman que "las razas caucásica o blanca y la negra eran diferentes desde épocas muy remotas y que los egipcios eran caucásicos". El anatómego y antropólogo Samuel George Morton concluyó que "los negros eran numerosos en Egipto, pero que su posición social en las épocas antiguas era la misma que en la actualidad, puesto que eran siervos o esclavos".
A principios del siglo XX el egiptólogo Flinders Petrie habló sobre la reina nubiana Aohmes Nefertari, que era la divina ancestral de la Dinastía XVII. La describió físicamente diciendo que "tenía una nariz naquilina, larga y delgada".
Era irónico que el Antiguo Egipto no era una civilización popular entre los afroamericanos en esa época porque asociaban esta civilización con la esclavitud. Los espirituales negros como Go Down Moses relacionaba la esclavitud de los negros americanos con la esclavitud de los judíos en Egipto. A finales de la década de 1960, Martin Luther King y otros líderes de los derechos civiles relacionaron la lucha de los judíos para librarse de la esclavitud con la lucha de los afroamericanos. Algunos argumentaron que la idea de un Egipto negro no se convirtió en popular entre los afroamericanos hasta finales de la década de 1980. En 2014, en una versión irónica sobre los esclavos israelíes, algunos afroamericanos se molestaron con que los esclavistas egipcios de un programa de la televisión exodus no estuvieran representados como negros africanos.

## Historiografía contemporánea
Los egiptólogos contemporáneos que han estudiado la historia de la cultura y la población del antiguo Egipto han respondido a la controversia sobre la raza de los antiguos egipcios de forma distinta.
En el Simposio sobre el Pueblo del Antiguo Egipto y la descifración de la escritura Meroítica de la UNESCO que se celebró en El Cairo en 1974 la hipótesis de la negritud de los antiguos egipcios no tuvo mucho eco. La mayoría de sus participantes concluyeron que la población del antiguo Egipto eran indígenas del valle del Nilo y que se había formado con gente del norte y sur del Sáhara que tenían color de la piel diferentes. Los argumentos de las dos teorías están manifestados en la Historia General de África editada por la UNESCO que incluye el capítulo sobre el Origen de los egipcios escrito por Cheikh Anta Diop.
Desde la segunda mitad del XX, la mayoría de los antropólogos creen que la noción de raza no es válida para el estudio de la biología humana. Stuart Tyson Smith escribe en 2001 en la Oxford Encyclopedia of Ancient Egypt que “cualquier caracterización de la raza de los antiguos egipcios se basa en definiciones culturales y no en estudios científicos. Así, según los estándares americanos, es razonable caracterizar a los egipcios como negros como a reconocimiento de las pruebas científicas de la diversidad física de los africanos". Frank M. Snowden Jr. afirma que los egipcios, los griegos y los romanos no tenían ningún estigma especial sobre la pigmentación de la piel y que Ramses II sufría de vitíligo, que tenía la piel clara y era pelirrojo.
En la actualidad se está de acuerdo en que los egipcios dinásticos eran indígenas de la zona del Nilo. Hace unos 5000 años la zona del Sáhara se desertizó y una parte de la población sahariana emigró hacia el este hasta el valle del Nilo. Además también migraron hacia el río Nilo pueblos del próximo Oriente llevando la ganadería y la agricultura de trigo, cebada, ovejas y cabras. Los egipcios dinásticos definían su país como "Las Dos Tierras". Durante el Egipto Predinástico (entre 4800 y 4300 a. C.) en el Bajo Egipto floreció la Cultura Merimde. Ésta tenía relación con Oriente y Medio Oriente. La alfarería de la Cultura Maadi tardía que se desarrolló cerca de la actual El Cairo, también muestra conexiones con el oriente. En el Alto Egipto, la Cultura badariana fue continuada por la Cultura Naqadiana ; estas dos estaban más relacionadas con los nubianos que con los egipcios septentrionales.

## Controversias específicas
En la actualidad los egiptólogos intentan evitar el tema del origen racial de los antiguos egipcios por ser un tema demasiado espinoso. Sin embargo, el debate continúa en casos específicos

### Tutankamón

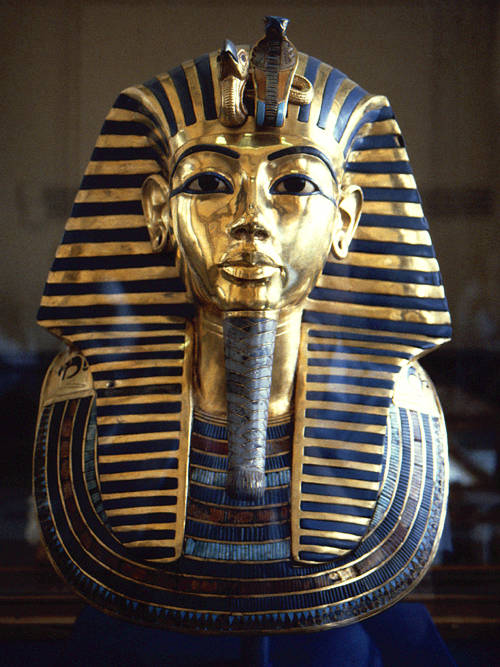
Máscara funeraria de oro de Tutankamón

Hay muchos egiptólogos afrocentristas, entre los que se encuentra Cheikh Anta Diop, han reclamado que Tutankamón era negro y han protestado con que las reconstrucciones que se han hecho de su cara han sido representadas como demasiado blanco. Entre estos autores se encuentra Chancellor Williams, quien argumentó que Tutankamón era negro como sus padres y abuelos.
Artistas forenses y antropólogos físicos de Egipto, Francia y Estados Unidos han creado de forma independiente bustos de Tutankamón utilizando una tomografía computarizada de su cráneo. Susan Anton, la antropóloga biológica que lidera el equipo americano dijo que el cráneo de Tutankamón era difícil de definir. Dice que su cavidad craneal indica que era africano pero sus fosas nasales estrechas parecían tener una característica europea. Luego concluyó que su cráneo podía ser de un africano septentrional. Otros expertos argumentaron que ni la forma del cráneo ni las aberturas nasales indican de forma fiable la raza.
Aunque la tecnología moderna puede reconstruir la estructura facial de Tutankamón de forma muy cuidadosa según la tomografía de su momia, no se puede determinar el color de su piel ni de sus ojos. Por tanto, el modelo de barro se coloreó según el color de la piel medio de los egipcios modernos.
El vicepresidente ejecutivo del National Geographic afirmó sobre esta protesta contra la reconstrucción de Tutankamón: « La gran variedad del tono del color de la piel de los norteafricanos de la actualidad es muy grande y varía de la blanca a oscura. En este caso, nosotros hemos seleccionado el tono de piel medio y afirmamos que éste es un término medio. Nosotros nunca conoceremos con seguridad el color exacto de la piel ni el color de sus ojos... quizás en el futuro, la gente llegará a una conclusión diferente.»
En septiembre de 2007 Zahi Hawass, secretario general del Consejo Supremo de Antigüedades de Egipto dijo que «Tutankamon no era negro».
En el número de noviembre de 2007 de la revista Ancient Egypt Magazine, Hawass aseguró que ninguna de las reconstrucciones faciales se parecía a Tutankamón y que creía que la representación más precisa del rey niño es la máscara de su tumba. El Discovery Channel en 2002 hizo que se reconstruyera el cráneo de Tutankamón según los escáneres de su cráneo.

En 2011, la compañía de genética iGENEA inició un proyecto para estudiar el ADN de Tutankamón basado en los marcadores genéticos. Según esta firma, Tutankamón pertenecía al Haplogrupo R1b del cromosoma Y humano que es el más común entre los hombres de Europa Occidental. Carsten Pusch y Albert Zink, que lideraban la unidad que había extraído el ADN del faraón criticaron a iGENEA porque no habían continuado el contacto con ellos. Tras analizar el metraje, concluyeron que la metodología utilizada por la empresa era poco científica.

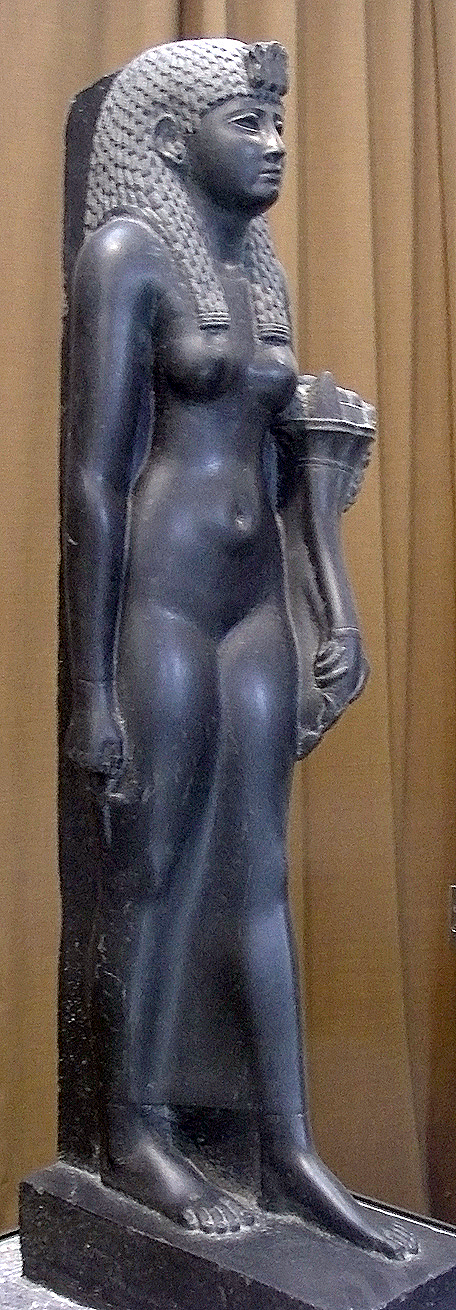
Estatua de la reina Cleopatra VI en basalto de la segunda mitad del conservada en el museo del Hermitage

### Cleopatra
La raza y el color de la piel de Cleopatra VII, última reina de la dinastía ptolemaica de Egipto que se había establecido en el año 322 aC también ha sido objetivo de controversias. Por ejemplo en 2012 se publicó el artículo Was Cleopatra Black en la revista Ebony. Otro artículo sobre el afrocentrismo editado en el St. Louis-Dispatch también se plantea esta cuestión. Por lo general los historiadores han identificado a Cleopatra como griega o persa basándose en que su familia macedonia (la dinastía Ptolemaica) se había mezclado con la aristocracia persa. De todas formas, no se sabe quién fue su madre y tampoco se conoce quién fue su abuela paterna.
Esta cuestión protagonizó un debate entre Mary Lefkowitz y Molefi Kete Asante, profesor de estudios afroamericanos de la Universidad de Temple. En respuesta al artículo Not Out of Africa de Lefkowitz, Asante escribió el artículo Race in Antiquiti: Truly Out of Africa, en el que afirmó que los afrocentristas no perdían el tiempo cuando argumentaban que Sócrates y Cleopatra eran negros.
En 2009 un documental de la BBC especuló que Arsinoe IV, hermanastro de Cleopatra VI podría ser norteafricana y especuló que la madre de Cleopatra, al igual que ella misma, podría haber sido norteafricana. Éste documental se basaba en las ideas de Hilke Thür de la Academia Austríaca de Ciencias que en la década de 1990 había examinado el esqueleto de una niña de una tumba datada del año 20 aC de Éfeso (en la actual Turquía ) junto con viejas notas y fotografías. Se identificó que ese cuerpo pertenecía a Arsinoe. Arsinoe y Cleopatra eran hermanas del mismo padre (Ptolomeo XII Auletes) pero tenían madres diferentes.

### Gran esfinge de Guiza

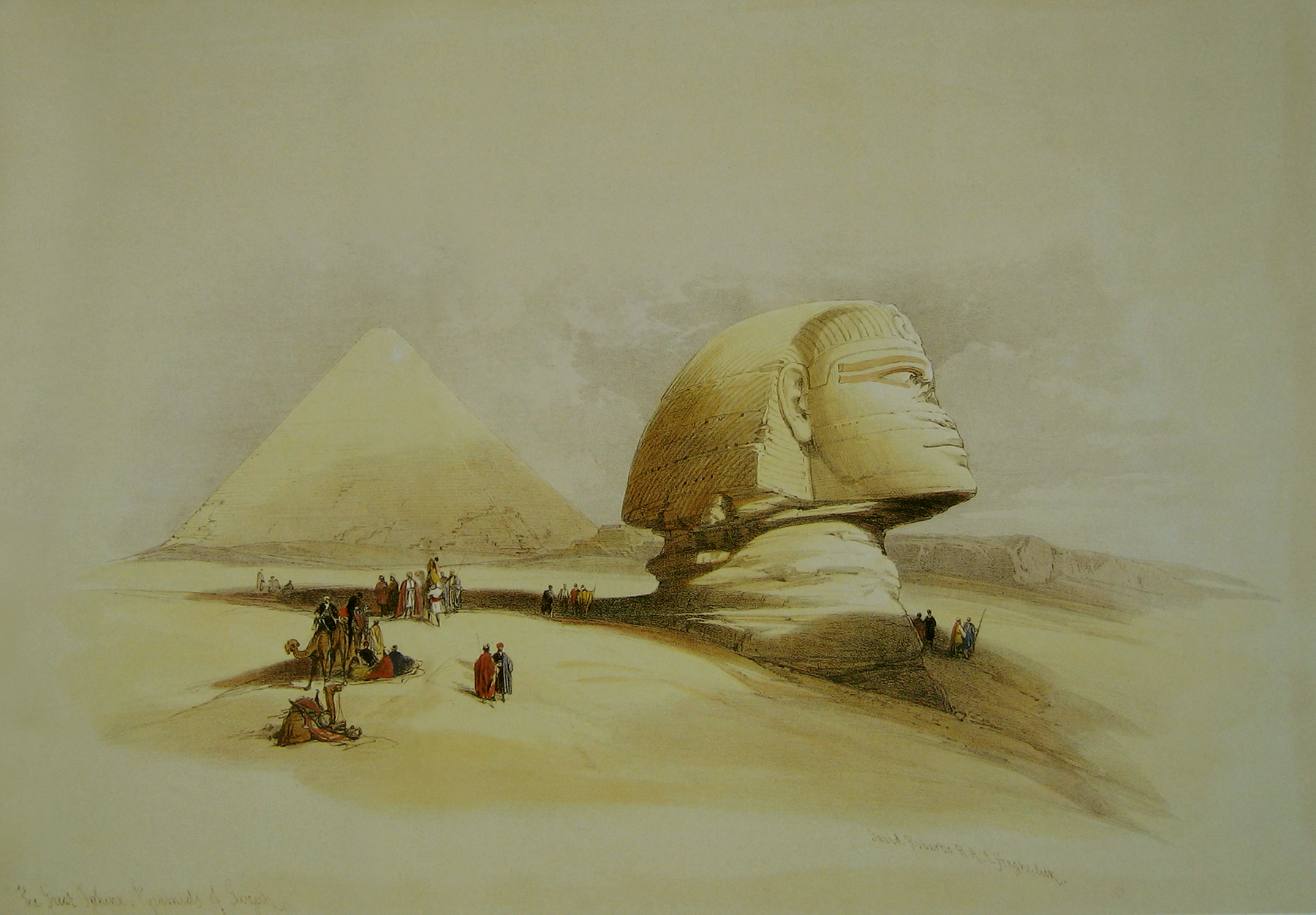
La esfinge según David Roberts

No se conoce la identidad del modelo de la Esfinge de Guiza. En la actualidad los egiptólogos e historiadores creen que la cara de la esfinge representa al faraón Khefren, aunque algunos proponen otras hipótesis.
Muchos egiptólogos afrocenreistas como W. E. B. Du Bois, Cheikh Anta Diop y Molefi Kete Asante han caracterizado la cara de la esfinge como un hombre negro o negroide. Ya en el s.XVIII, Volney y Gustave Flaubert habían afirmado que la esfinge representaba un hombre negro. El geólogo estadounidense Robert M. Schoch, que ha trabajado en la erosión de la esfinge por el agua, ha escrito que la «esfinge tiene un aspecto distintivo africano, nubiano o negroide, aspecto que no tiene la cara de Khefren.»

### Kemit
En 1839 Jean-François Champollion escribió en su obra Egypte Ancienne que los egipcios y los nubios estaban representados iguales en los relieves y las pinturas de las tumbas. Investigadores de la Universidad de Chicago han asegurado que los nubianos generalmente se pintan negros pero el pigmento de la piel en el que los egipcios han representado a los nubianos puede variar desde el rojo oscuro hasta el negro pasando por el marrón. Esto puede observarse por ejemplo en las pinturas del templo de Ramses II en Beit el-Wali. Snowden también dice que los romanos conocían que las tribus africanas eran de color negro, rojo oscuro o color de cobre. Por el contrario, Najovits afirma que el arte egipcio había representado a los egipcios de una manera ya los nubianos de otra y que los egipcios habían definido con precisión las distinciones nacionales y étnicas desde una fecha muy temprana en su arte y literatura. Además, afirma que existe una extraordinaria abundancia de trabajos egipcios en los que se contrasta fácilmente entre los egipcios rojizo-marrones y los nubios negros.
Desde las teorías más aceptadas de la egiptología, se afirma que kmt significa «el lugar negro» debido al color negro de la tierra fertilizada que desciende por el valle del Nilo después de las inundaciones anuales del río. En contraste, el desierto recibe el nombre de dért ( que se pronuncia como desierto) que significa «tierra roja». El Concise Dictionary of Miggle Egyptian de Raymon Faulkner traduce kmt como egipcios y Alan Gardiner lo traduce como La Tierra Negra, Egipto.
En el simposio de la UNESCO de 1974, Sauneron, Obenga y Diop concluyeron que kmt y km quieren decir negro.

### Arte del Antiguo Egipto

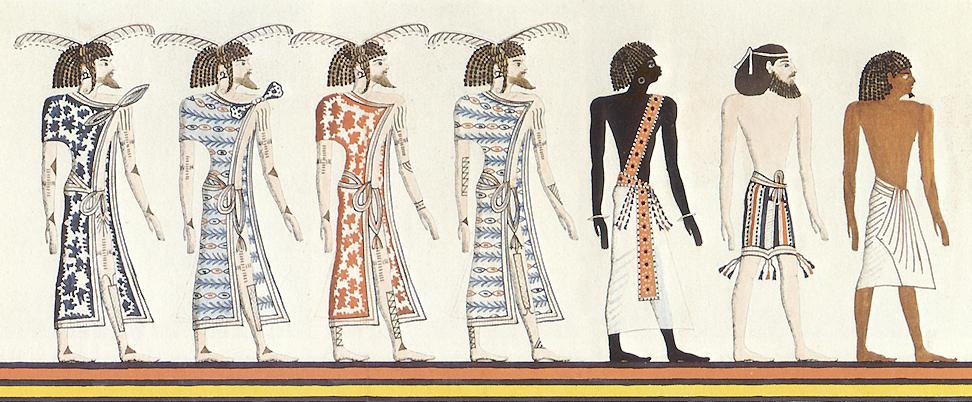
Dibujo de 1820 del libro de Gates que representa un fresco de la tumba de Seti I en el que hay cuatro grupos de personas. De izquierda a derecha son: libios ("Themehu"), nubianos ("nehesu"), asiáticos ("aamu") y egipcios ("reth").

Las tumbas y templos del antiguo Egipto tienen miles de pinturas, esculturas y trabajos escritos que rebelan los diferentes tipos de personas de la época. De todas formas, muchas veces, los egipcios se representaban a sí mismos más de manera simbólica que realista. Como resultado, los artefactos del antiguo Egipto proveen evidencias de que a veces son conflictivas y no concluyentes de la etnicidad del pueblo que vivía en Egipto durante la época dinástica.
En 1839 Jean-François Champollion escribió en su obra Egypte Ancienne que los egipcios y los nubios estaban representados iguales en los relieves y las pinturas de las tumbas. Investigadores de la Universidad de Chicago han asegurado que los nubianos generalmente se pintan negros pero el pigmento de la piel en el que los egipcios han representado a los nubianos puede variar desde el rojo oscuro hasta el negro pasando por el marrón. Esto puede observarse por ejemplo en las pinturas del templo de Ramses II en Beit el-Wali. Snowden también dice que los romanos conocían que las tribus africanas eran de color negro, rojo oscuro o color de cobre. Por el contrario, Najovits afirma que el arte egipcio había representado a los egipcios de una manera ya los nubianos de otra y que los egipcios habían definido con precisión las distinciones nacionales y étnicas desde una fecha muy temprana en su arte y literatura. Además, afirma que existe una extraordinaria abundancia de trabajos egipcios en los que se contrasta fácilmente entre los egipcios rojizo-marrones y los nubios negros.
Ampin ha trabajado específicamente sobre la pintura de la Mesa de las Naciones que se encuentra en la Tumba de Ramsés III (KV11). Ésta es una pintura estándar que aparece en muchas tumbas y que normalmente provee información del alma del difunto. Entre otros, dice que se describen cuatro razas de hombres: los primeros son los reth (egipcios), los segundos son los aamu (habitantes de los desiertos del este y noreste de Egipto - Asiáticos), los terceros son los nehesu (nubianos o negros) y los últimos son los themehu (libios).
El arqueólogo Richard Lepsius documentó muchas pinturas de las tumbas del antiguo Egipto en su obra Denkmäler aves Aegypten und Aethiopien. En 1913, después de su muerte Kurt Sethe la reeditó incorporando muchas ilustraciones que no aparecían en la obra original. En la ilustración número 48 se muestran las naciones; la nación egipcia y nubiana aparecen como idénticas en su color de piel y vestiduras. El profesor Ampin había declarado que esta ilustración reflejaba la pintura original y que es la prueba de que los egipcios eran igual que los nubianos, aunque admite que no existen otros ejemplos de la "Mesa de las Naciones" en lo que no aparezcan como iguales. Posteriormente, ha sido acusado por autores euroamericanos de intentar engañar al público.
El último egiptólogo que visitó la tumba de Ramsés III fue Frank Yurco. Éste, en un artículo de 996 sobre los relieves de la tumba, dice que la reproducción de Lepsius no era correcto. Yurco también dice que las fotografías del dr. Erik Hornun son más correctos que la ilustración de Lepsius. Sin embargo Ampin sigue reafirmando que su ilustración es esmerada y acusa a Yurco ya Hornung de perpetrar un engaño deliberado para engañar a la gente sobre la verdadera raza de los antiguos egipcios.

## Hipótesis históricas

### Hipótesis de los egipcios como africanos negros

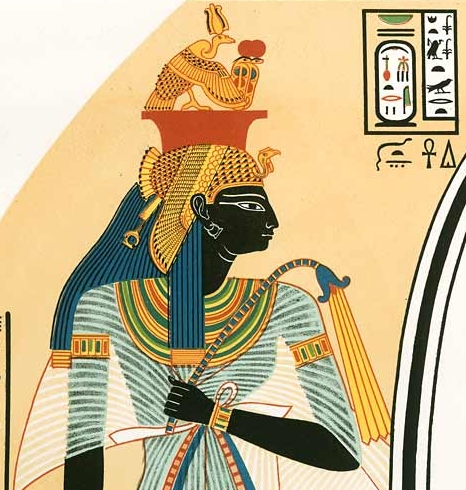
La reina Amosis-Nefertari pintada siglos después de su muerte en el período de Ramsés IV. Según Sigrid Hodel-Hoenes, el color negro de su piel deriva de su función, puesto que el negro es el color de la tierra fértil y de la muerte.

Muchos autores han apoyado la idea de que los antiguos egipcios eran indígenas y que eran una civilización negra. Entre éstos se incluye un foco particular que los relaciona con culturas del África subsahariana y que cuestiona la raza de individuos notables de la época dinástica como Tutankamón el rey representado en la gran esfinge de Guiza y Cleopatra. Desde la segunda mitad del siglo XX la mayoría de los científicos e historiadores han dicho que aplicar las modernas nociones de raza en el antiguo Egipto es anacronista.
Los primeros abogados de la negritud de los antiguos egipcios se han basado en escritos de los historiadores de la antigua Grecia como Estrabón, Diodoro de Sicilia y Heródoto que se referían a los egipcios como « melanchroes» con el pelo lanoso. La traducción de este término es disputada y algunos la traducen como "negros" o "de piel oscura". Snowden critica que Diop distorsiona las fuentes clásicas porque hace una selección. Aunque se disputa la exactitud histórica de las obras de Heródoto, hay investigadores que apoyan su versión mientras otros historiadores han visto sus trabajos como una fuente poco fiable, sobre todo en lo que se refiere a Egipto.
Los defensores de los egipcios negros también utilizan las macetas de los niveles de melanina de un pequeño ejemplo de momias, argumentan que el egipcio antiguo está relacionado con el wolof, afirman que el nombre kmt los describe a ellos ya la su tierra, utilizan tradiciones bíblicas y utilizan las interpretaciones de las representaciones que se hicieron los egipcios en numerosas pinturas, grabados y estatuas. Además, estas hipótesis también incluyen en la afirmación de las afiliaciones culturales como la circuncisión, el matriarcado, el totemismo, el cabello trenzado y los cultos reales. También se han utilizado artefactos encontrados en Qustul que indican que los egipcios compartían la misma cultura con los nubianos del grupo A, ya que eran del mismo subestrato del valle del Nilo, pero hallazgos más recientes indican que los gobernadores de Qustul seguramente adoptaron o emularon los símbolos de los faraones egipcios.
En el simposio de la UNESCO sobre el pueblo del Antiguo Egipto de El Cairo de 1974, las hipótesis negras se encontraron con un gran desacuerdo. La mayoría de sus participantes concluyeron que la población del antiguo Egipto era indígena del valle del Nilo y que incluía a personas del norte y del sur del Sáhara que eran de color diferente. La actual posición de los investigadores es que la civilización egipcia era indígena del valle del Nilo.

### Teoría de la raza asiática
La teoría de la raza asiática (o hamítica) dice que los antiguos egipcios eran descendientes del bíblico Cam y de su hijo Misraim. Esta teoría fue la dominante entre la Alta Edad Media y principios del siglo XIX. Tradicionalmente se consideraba que los hijos de Cam eran la rama de la humanidad que tenía la piel oscura debido a la maldición de Cam. Por otro lado, Diop añade que Gaston Maspero dijo que « Además, la biblia afirma que Mesraim, hijo de Cam, hermano de Chus (Kush)… y de Canaan, emigró de Mesopotamia para instalarse con los sus hijos en el valle del Nilo».
En el XX, la teoría asiática ha sido abandonada pero fue reemplazada por dos teorías relacionadas: la eurocéntrica hipótesis camita que asegura que un grupo humano caucásico emigró del norte y de África oriental desde el principio de la prehistoria con una agricultura, tecnología y civilización más avanzada; y la teoría de la raza dinástica que propone que los invasores mesopotámicos fueron los responsables de la civilización dinástica de Egipto (c. 3000 a. C.). Estas dos teorías proponen que los indígenas de Egipto eran caucásicos.

#### Hipótesis caucásicas / hamíticas
En 1844, Samuel George Morton escribió que el valle del nido estaba poblado originariamente por una rama de la raza caucásica y reconocieron que los negros vivían en el Antiguo Egipto pero que eran cautivos o sirvientes de los primeros. en 1844, George Giddon escribió que los egipcios eran hombres blancos, no más oscuros que los árabes, judíos o fenicios.
Las hipótesis semejantes camíticas que se desarrollaron de la teoría de la raza asiática argumentaban que las poblaciones etiópicas y árabes del cuerno de África eran los inventores de la agricultura y que habían llevado a la civilización a África asegurando que eran caucasianos y no negroides. No estaban de acuerdo con las aportaciones de la biblia, aunque utilizaban el nombre de Cam. Charles Gabriel Seligman, en su obra de 1913, Some Aspectos de la Hamitica Problema en el Anglo-Egyptian Sudán y en obras posteriores argumentó que los antiguos egipcios eran parte de los camitas caucasianos y que habían llegado al valle del Nilo durante los inicios de la prehistoria introduciendo la tecnología y la agricultura en la zona.
Los africanistas y egiptólogos catalanes han tratado el tema de la controversia sobre la raza y pertenencia de los antiguos egipcios. Esta escuela está fundada por el doctor Ferran Iniesta. Este historiador se formó sobre estudios africanos en la Universidad de París y fue alumno de Cheikh Anta Diop. Después trabajó de profesor en la Universidad de Dakar y en la Universidad de Antananarivo, antes de ser profesor de Historia de África en la Universidad de Barcelona, en la que ha formado a gran parte de los africanistas de Cataluña. Ferran Iniesta ha fijado su atención con la historia del antiguo Egipto, ya que la considera primordial en su visión, que está de acuerdo con el origen negroafricana de la civilización egipcia. Ya en 1989 editó el libro Antiguo Egipto. La nación negra y en 2012 edita el libro Thot: Pensamiento y poder en el Egipto Faraónico. Ferran Iniesta defiende el origen africano de la cultura egipcia, aunque afirma que lo importante no es que los antiguos egipcios fueran de raza negra, sino que culturalmente eran afines a ella, tal y como los propios documentos egipcios afirman.
La hipótesis camítica fue popular hasta finales de la década de 1970 y entre sus defensores destacan Anthony John Arkell y George Peter Murdock.

#### Hipótesis de raza turánida
El egiptólogo Samuel Sharpe propuso en 1846 que los antiguos egipcios pertenecían a la raza turánida (una subraza de la caucásica nativa de Asia central ), lo que les relacionaba con los tártaros. Se inspiró en algunas pinturas del antiguo Egipto en que éstos aparecían con la piel amarilla.

#### Teoría de la raza dinástica
A principios del XX, Flinders Petrie, uno de los principales egiptólogos de la época, dijo que los esqueletos que se habían encontrado del Egipto Predinástico en Naqada, el Alto Egipto, mostraba una diferenciación marcada. Junto con evidencias culturales como los estilos arquitectónicos, estilos de la cerámica, los sellos cilíndricos y muchas pinturas de las tumbas, dedujo que un grupo humano mesopotámico había invadido Egipto durante la época predinástica imponiéndose a los locales y convirtiéndose en sus gobernantes. Esta teoría ha recibido el nombre de teoría de la raza dinástica. Más tarde, esta teoría argumentó que el estado fundador que había llegado de Mesopotáica conquistó el Alto y el Bajo Egipto y fundaron la dinastía I de Egipto.
En la década de 1950 la teoría de la raza dinástica era ampliamente aceptada por la academia. Historiadores como el egiptólogo senegalés Cheikh Anta Diop se enfrentó a ella defendiendo la teoría de los egipcios negros.
Los científicos contemporáneos aceptan que la civilización egipcia era indígena del valle de Nilo.

## Escuela africanista catalana
Los africanistas y egiptólogos catalanes han tratado el tema de la controversia sobre la raza y pertenencia de los antiguos egipcios. Esta escuela está fundada por el doctor Ferran Iniesta. Este historiador se formó sobre estudios africanos en la Universidad de París y fue alumno de Cheikh Anta Diop. Después trabajó de profesor en la Universidad de Dakar y en la Universidad de Antananarivo, antes de ser profesor de Historia de África en la Universidad de Barcelona, en la que ha formado a gran parte de los africanistas de Cataluña. Ferran Iniesta ha fijado su atención con la historia del antiguo Egipto, ya que la considera primordial en su visión, que está de acuerdo con el origen negroafricana de la civilización egipcia. Ya en 1989 editó el libro Antiguo Egipto. La nación negra y en 2012 edita el libro Thot: Pensamiento y poder en el Egipto Faraónico. Ferran Iniesta defiende el origen africano de la cultura egipcia, aunque afirma que lo importante no es que los antiguos egipcios fueran de raza negra, sino que culturalmente eran afines a ella, tal y como los propios documentos egipcios afirman.
Hay egiptólogos catalanes como el doctor Josep Cervelló y Autuori, profesor de la Universidad Autónoma de Barcelona, que también defienden la negritud de los antiguos egipcios.